# Llei òmnibus
Una llei òmnibus és una norma legislativa que modifica, deroga o introdueix canvis en múltiples lleis o normes d’una mateixa matèria o de sectors molt diversos, sovint en un únic text legal i amb l’objectiu de desenvolupar reformes estructurals o decisions polítiques d’ampli abast. Aquest tipus de lleis es caracteritzen per la seva heterogeneïtat i volum, ja que inclouen un conjunt de mesures que, per la seva naturalesa, podrien o haurien d’haver estat tramitades per separat, però que s’aproven conjuntament per raons d’eficiència, urgència o oportunitat política. El terme “òmnibus” prové del llatí i significa “per a tothom”.
Les lleis òmnibus s’utilitzen sovint per adaptar l’ordenament jurídic a directives europees, per fer front a situacions d’urgència o per impulsar reformes de gran abast, però també han estat objecte de debat per la seva incidència en la qualitat normativa i el debat parlamentari.

## Ús de les lleis o decrets òmnibus
L’ús de lleis òmnibus no és exclusiu d’un sol país, sinó que s’ha donat en diversos sistemes legislatius arreu del món. A l’Estat espanyol, un dels exemples més rellevants és la Llei 25/2009, coneguda com a “llei òmnibus”, que va servir per adaptar l’ordenament jurídic a la Directiva Bolkestein de la Unió Europea, suprimint traves burocràtiques i modificant desenes de lleis estatals i centenars de normes autonòmiques i municipals. Aquesta pràctica també ha estat utilitzada en altres moments i contextos, com ara la reforma de la legislació de serveis o la transposició de directives europees.
A la Unió Europea, la pràctica de les lleis òmnibus es reflecteix en iniciatives com la Directiva Òmnibus de 2020, que va modernitzar i reforçar la protecció dels consumidors, o en paquets legislatius de simplificació normativa que agrupen modificacions de diverses directives i reglaments. Aquestes iniciatives busquen agilitzar la transposició de normes i adaptar-se ràpidament als canvis del mercat o a situacions d’emergència.

### Països Catalans
A Andorra, el Consell General ha aprovat diverses lleis òmnibus, especialment en contextos d’urgència com la crisi sanitària de la COVID-19 o per fer front a la crisi d’habitatge. Aquestes lleis han inclòs mesures en matèria d’habitatge, sostenibilitat, fiscalitat i protecció social, com la creació d’un parc públic d’habitatge o reduccions dels lloguers. Tanmateix, han generat debat i crítiques per part de moviments socials i de l’oposició, que han denunciat la manca de mesures estructurals i la priorització dels interessos dels grans propietaris.
A Catalunya, les lleis òmnibus han tingut un paper destacat, especialment arran de la crisi econòmica de 2011. El Govern presidit per Artur Mas va impulsar un conjunt de cinc lleis òmnibus amb l’objectiu de modernitzar l’administració, reduir la càrrega burocràtica i afavorir la recuperació econòmica. Aquestes lleis van modificar més de vuitanta lleis i van afectar àmbits tan diversos com l’economia, l’urbanisme, la sanitat, el sector públic i la regulació normativa. Entre les més destacades hi ha la Llei 9/2011 de promoció de l’activitat econòmica, la Llei 10/2011 de simplificació i millora de la regulació normativa i la Llei 11/2011 de reestructuració del sector públic.
A les Illes Balears, el Decret llei 3/2024, de 24 de maig, de mesures urgents de simplificació i racionalització administratives, és un exemple de llei òmnibus. Aquesta norma va modificar totalment o parcialment una cinquantena de lleis i decrets llei, amb més de 170 canvis en diferents àmbits, com l’urbanisme, el medi ambient, la funció pública, la mobilitat, la legalització extraordinària d’edificacions i la gestió de serveis públics. Aquest decret llei va ser objecte de polèmica per la seva amplitud i per les crítiques d’entitats socials i ecologistes, que van denunciar la manca de debat i l’impacte que podia tenir sobre la regulació territorial i ambiental.
Al País Valencià, el cas recent més rellevant va ser el Decret-llei 7/2024, de 9 de juliol, de simplificació administrativa, aprovat per la Generalitat Valenciana. Aquesta norma, coneguda com a “decret llei òmnibus”, va generar un intens debat jurídic i polític perquè introduïa canvis en nombroses lleis i decrets per agilitzar tràmits i reformar diferents àmbits de l’administració pública. El text incloïa modificacions en matèries tan diverses com l’administració de justícia, la funció pública, el mecenatge o el règim local.

### Resta del món
A Espanya, una la llei òmnibus destacada és la Llei 25/2009, aprovada per adaptar la legislació estatal a la Directiva Bolkestein de la Unió Europea, amb l’objectiu d’eliminar traves burocràtiques en el sector serveis. Aquesta llei va modificar 47 lleis estatals i nombrosos decrets i normes autonòmiques i municipals. Posteriorment, s’han proposat altres lleis òmnibus, com el decret òmnibus impulsat pel govern de Pedro Sánchez el 2025, que agrupava mesures tan diverses com la revalorització de pensions, ajudes al transport o la cessió d’un immoble al Partit Nacionalista Basc. Aquestes iniciatives van ser rebutjades per l'oposició i pel Congrés dels Diputats, que va criticar la manca de debat i la inclusió de mesures sense relació entre elles.
També a l’àmbit autonòmic, com a la Comunitat de Madrid, s’han proposat lleis òmnibus per modificar aspectes rellevants de la sanitat, l’ordenació territorial o els serveis socials, sovint amb forta oposició social i política per la possible privatització de serveis públics i la reducció de competències municipals.
A França, una de les lleis òmnibus més rellevants dels darrers anys és la “Loi d’orientation des mobilités” (2019), que va transformar profundament la política de mobilitat amb mesures per facilitar, abaratir i fer més sostenibles els transports quotidians, incloent-hi inversions sense precedents i la promoció de vehicles nets. Un altre cas destacat és la “Llei Macron” (2015), que va introduir un ampli ventall de reformes econòmiques i laborals, com la liberalització del sector del transport i la regulació de les condicions dels conductors professionals, afectant nombrosos àmbits de l’economia francesa.
A Itàlia, el govern utilitza sovint el “decreto omnibus” per introduir mesures fiscals, econòmiques i socials de manera urgent. Aquestes normes poden incloure des de bonificacions fiscals fins a mesures de control sobre serveis públics o regulacions sectorials, i sovint generen polèmica per la seva amplitud i la dificultat de debat parlamentari.
A la Unió Europea, les lleis òmnibus són freqüents per adaptar els ordenaments interns a directives comunitàries, especialment en àmbits com els serveis, el medi ambient o la competència. A nivell internacional, països com l’Argentina i l’Uruguai han aprovat lleis òmnibus per fer front a crisis econòmiques o impulsar reformes de gran abast, com la “Ley de Bases” de Javier Milei a l’Argentina o la “Ley de Urgente Consideración” a l’Uruguai.

## Controvèrsies
Les lleis òmnibus acostumen a generar controvèrsia per diversos motius:
- Dificulten el debat parlamentari: La seva extensió i heterogeneïtat poden limitar el temps de discussió i la capacitat dels representants i la ciutadania per analitzar a fons les mesures proposades.[25]
- Risc de vulneració de principis democràtics: S’acusa aquestes lleis de facilitar la introducció de mesures polèmiques sense un debat transparent, i de reduir el control parlamentari sobre l’executiu.[25][26]
- Crítiques socials i sectorials: Sovint són rebutjades per partits de l’oposició, entitats socials i sindicats, que denuncien la manca de participació i la possible afectació de drets socials, com en el cas de les lleis d’habitatge o de serveis públics.[11][12]
- Valoració jurídica: Tot i que no són inconstitucionals, els tribunals han advertit que la dispersió normativa pot generar inseguretat jurídica i dificultar l’aplicació de la llei.[26]